# Fernando Henrique Cardoso
Fernando Henrique Cardoso (portugisiska: [feʁˈnɐ̃du ẽˈʁiki kaʁˈdɔzu]), populärt även FHC, född 18 juni 1931 i Rio de Janeiro, är en brasiliansk sociolog, statsvetare och politiker (socialdemokrat) som var Brasiliens president från 1 januari 1995 till 31 december 2002.  
Cardoso var tidigare professor i statsvetenskap och sociologi vid Universidade de São Paulo och är detta sedan 2003 vid Brown University. Han deltog i bildandet av Brasiliens socialdemokratiska parti, Partido da Social Democracia Brasileira (PSDB).

## Biografi
1982 invaldes Cardoso i senaten för MDB som representant för São Paulo, och omvaldes 1986 för PMDB. Därefter deltog han i bildandet av Brasiliens socialdemokratiska parti (PSDB), och var partiets ledare i senaten från 1992. Från oktober 1992 till maj 1993 var han utrikesminister, under president Itamar Franco (PMDB), men utsågs sedan till finansminister, vilket han kvarblev som till april 1994.
Som finansminister lade han fram Plano Real för att få ett slut på hyperinflationen. Den framgång som denna plan gav honom, ledde till att han ställde upp som presidentkandidat, och vann valet den 3 oktober 1994. Han omvaldes 1998. Cardoso bildade en partikoalition med sitt socialdemokratiska parti och två högerpartier. Senare slöt andra partier upp i koalitionen. Han fortsatte företrädaren Fernando Collor de Mellos privatisering av Brasilien.
Cardoso har bland annat tilldelats Bathorden och Prinsen av Asturiens pris, och är hedersdoktor i juridik vid Rutgers University.
Han var gift med Ruth Corrêa Leite Cardoso och har tre barn.